# A Place to Call Home
A Place to Call Home is een Australische dramaserie, geproduceerd door Endemol en Seven Productions voor de tv-zenders Seven Network, SoHo (FX) en FOX Showcase in Australië. In Nederland werd de serie tussen de zomer van 2015 en de herfst van 2019 uitgezonden door Omroep MAX. De serie is bedacht door Bevan Lee.
Het verhaal speelt zich af in de periode na de Tweede Wereldoorlog en volgt Sarah Adams (Marta Dusseldorp), die na 20 jaar in Parijs te hebben gewoond en haar Joodse echtgenoot te hebben verloren in de Holocaust, terugkeert naar het dorpje Inverness (fictief), New South Wales om een nieuw leven te beginnen. Ze gaat als verpleegkundige werken in het ziekenhuis. Uiteindelijk botsen haar belangen met die van de rijke familie Bligh, en dan met name van familiehoofd Elizabeth Bligh. Als ze later geruchten hoort dat haar man de Holocaust heeft overleefd, zet dat haar nieuwe leven op de kop.
Naast deze verhaallijn volgt de serie ook verhaallijnen rond de andere inwoners van Inverness, met het lokale ziekenhuis als middelpunt.

## Productie
De opnames voor de serie vonden onder andere plaats in het historische Camelot, Kirkham in een buitenwijk van Sydney en in de Southern Highlands in New South Wales.

## Rolverdeling (hoofdrollen)
- Marta Dusseldorp - Sarah Adams
- Noni Hazlehurst - Elizabeth Bligh
- Brett Climo - George Bligh
- Craig Hall - Jack Duncan
- David Berry - James Bligh
- Arianwen Parkes-Lockwood - Olivia Bligh
- Abby Earl - Anna Bligh
- Frankie J. Holden - Roy Briggs
- Sara Wiseman - Carolyn Bligh
- Dr. Henry Fox - Tim Draxl
- Doris Collins - Deborah Kennedy
- Harry Polson - Dominic Allburn
- Frank Griggs - Aaron Pedersen